# Stockholmsbörsen
Stockholmsbörsen (eng.: Stockholm Stock Exchange) er en fondsbørs placeret i Stockholm, Sverige.
Stockholmsbörsen blev grundlagt i 1863 og er centrum for værdipapirhandel i Norden. Den blev opkøbt af OMX (i dag NASDAQ OMX) i 1998 og børsens aktiviteter blev i 2003 lagt sammen med Helsingforsbörsens.
De 30 mest handlede aktier indgår i aktieindekset OMX Stockholm 30. I alt er omkring 300 aktier noteret på børsen.